# هاینریش مدرو
هاینریش مدرو (آلمانی: Heinrich Mederow; ۲۰ سپتامبر ۱۹۴۵) قایقران روئینگ اهل آلمان بود.
وی در مسابقات کشوری و بین‌المللی در مجموع برندهٔ ۱ مدال طلا، ۱ مدال برنز شده‌است.